# Xin’an (köpinghuvudort i Kina, Heilongjiang Sheng, lat 44,42, long 129,12)
Xin'an (kinesiska: 新安, 新安朝鲜族镇) är en köpinghuvudort i Kina. Den ligger i provinsen Heilongjiang, i den nordöstra delen av landet, omkring 240 kilometer sydost om provinshuvudstaden Harbin. Antalet invånare är 19 025. Befolkningen består av 9 569 kvinnor och 9 456 män. Barn under 15 år utgör 11,0 %, vuxna 15-64 år 80 %, och äldre över 65 år 8,0 %.
Runt Xin'an är det ganska tätbefolkat, med 56 invånare per kvadratkilometer. Närmaste större samhälle är Hailang, 13,9 km sydost om Xin'an. Trakten runt Xin'an består till största delen av jordbruksmark.
Genomsnittlig årsnederbörd är 877 millimeter. Den regnigaste månaden är juli, med i genomsnitt 201 mm nederbörd, och den torraste är januari, med 5 mm nederbörd.